# Cratere Obsidian
Obsidian è un cratere sulla superficie di 2867 Šteins.